# Wolodymyr Rwatschow
Wolodymyr Lohwynowytsch Rwatschow, ukrainisch Володимир Логвинович Рвачов, russisch Владимир Логвинович Рвачёв Wladimir Logwinowitsch Rwatschow, englische Transkription Vladimir Logvinovich Rvachev,  (* 21. Oktober 1926 in Tschyhyryn, Ukrainische SSR; † 26. April 2005 in Charkiw, Ukraine) war ein sowjetisch-ukrainischer Angewandter Mathematiker und Ingenieurwissenschaftler.

## Biografie
Rwatschow war der Sohn eines Lehrers, jüngerer Bruder von Kateryna Juschtschenko und studierte ab 1943 am Polytechnischen Institut in Charkiw, was durch die deutsche Besetzung und den Wehrdienst in der sowjetischen Armee unterbrochen wurde. Nach dem Zweiten Weltkrieg setzte er sein Studium in Lemberg fort mit dem Abschluss 1952 und der Promotion 1955 in Elastizitätstheorie. Danach lehrte er bis 1963 Mathematik am Pädagogischen Institut in Berdjansk. 1961 habilitierte er sich (russischer Doktortitel) am Institut für Mechanik der Sowjetischen Akademie der Wissenschaften und wurde Professor. Er war 1963 bis 1967 Leiter der Abteilung numerische Mathematik am Institut für Radioelektronik in Charkiw und danach Leiter der Abteilung Angewandte Mathematik und Computermethoden am Institut für Probleme der Ingenieursmechanik der Ukrainischen Akademie der Wissenschaften.
Mit seinen R-Funktionen (Rwatschow-Funktionen) implementierte er die Boolesche Algebra (also mathematische Logik) in die Definition reeller Funktionen. Es sind reelle Funktionen, die ihr Vorzeichen nicht ändern wenn keines ihrer Argumente sein Vorzeichen ändert. Je nach Vorzeichen können ihnen die Booleschen Werte 1 oder 0 (wahr, falsch) zugeordnet werden. Rwatschow führte die Funktionen schon 1968 ein und schrieb darüber 1982 eine Monographie, international bekannt wurden sie aber erst mit der englischen Übersetzung 1988. Die Funktionen waren nützlich in der Erweiterung von Variationsmethoden auf Gebiete mit komplizierten Rändern. Die geometrische Information über die Ränder kann so in analytische Information (Randwertprobleme mit R-Funktionen) überführt werden.
Mit Kollegen und Schülern veröffentlichte er 17 Monographien und rund 500 wissenschaftliche Aufsätze.
1972 wurde er korrespondierendes und 1978 volles Mitglied der Ukrainischen Akademie der Wissenschaften.

## Schriften
- Theorie der R-Funktionen und einige Anwendungen (Russisch), Kiew 1982
- mit N. S. Sinekop: Methode der R-Funktionen in Elastizitäts- und Plastizitätstheorie (Russisch), Kiew 1990
- mit Sheiko, Sinekop: R-functions in Boundary Value Problems in Mechanics, Applied Mechanics Reviews, Band 48, 1995, S. 151–188